# Hedemora kallbadhus
Hedemora kallbadhus är ett kallbadhus vid sjön Hönsans östra strand i Hedemora, Dalarnas län. Kallbadhuset invigdes 1931 och ersatte ett tidigare kallbadhus som låg på andra sidan sjön. I nuläget (2013) är badhuset främst öppet sommartid. Badhuset ägs och drivs av Hedemora kommun.

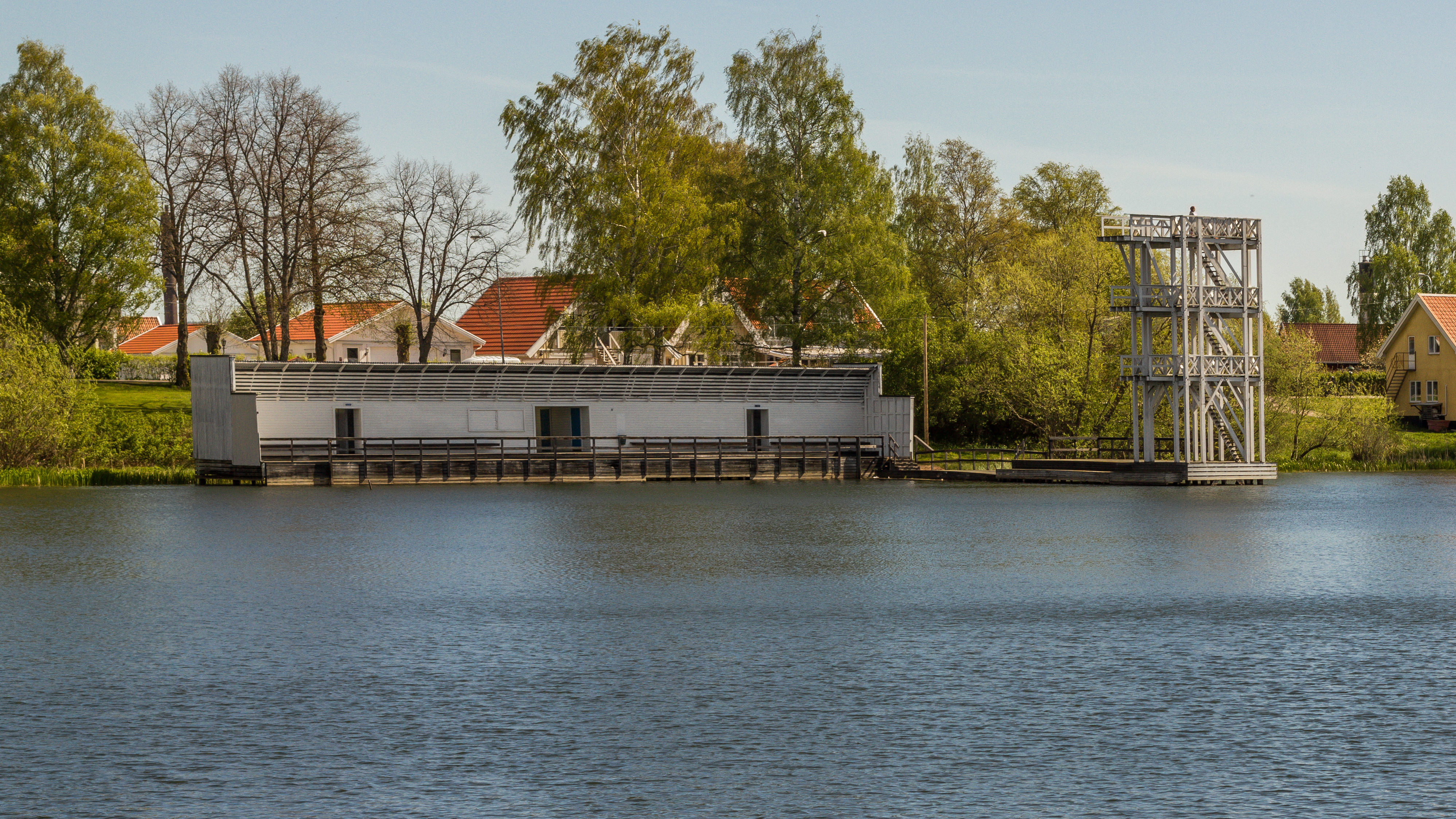
Hedemora kallbadhus
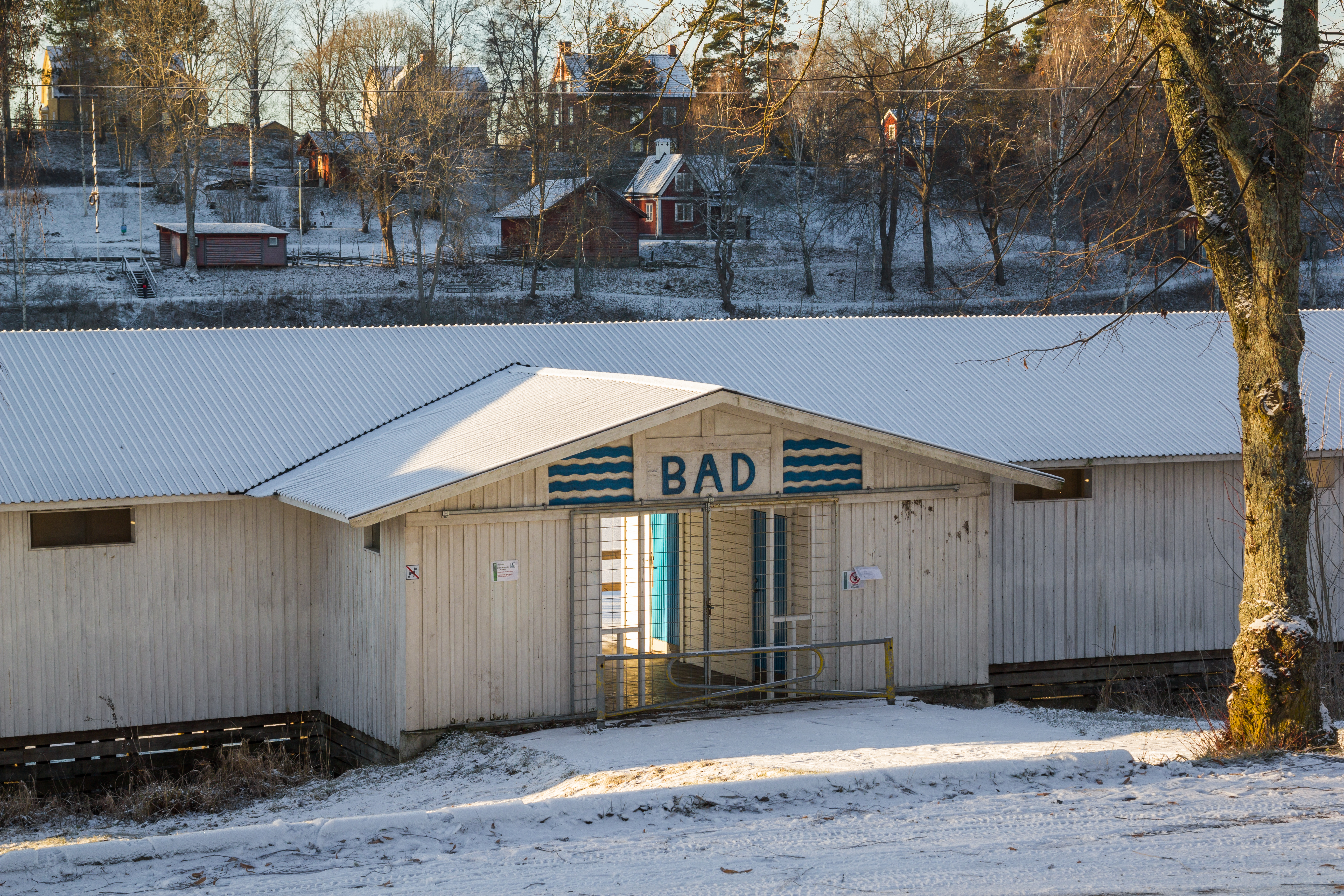
Ingång (Hedemora gammelgård i bakgrunden).